# (1336) Zeelandia
(1336) Zeelandia – planetoida z grupy pasa głównego asteroid okrążająca Słońce w ciągu 4 lat i 298 dni w średniej odległości 2,85 au. Została odkryta 9 września 1934 roku w placówce Sterrewacht Leiden w Johannesburgu przez Hendrika van Genta. Należy do rodziny planetoid Koronis. Nazwa planetoidy pochodzi od Zelandii, prowincji na południowym zachodzie Holandii. Przed nadaniem nazwy planetoida nosiła oznaczenie tymczasowe (1336) 1934 RW.